# 蒙塞列
蒙塞列（法語：Montsérié，法語發音：[mɔ̃seʁje]）是法国上比利牛斯省的一个市镇，位于该省东部，属于巴涅尔德比戈尔区。该市镇总面积2.25平方公里，2009年时的人口为48人。

## 人口
蒙塞列人口变化图示